# Gabino F. Bustamante
Gabino F. Bustamante fue un médico y político mexicano. Nació en la Ciudad de México en 1816.
Fue médico en varias ocasiones del desaparecido Hospital de San Andrés de la Ciudad de México. Formó parte del congreso liderado por Valentín Gómez Farias que redactó la  Constitución de México de 1857. Fue nombrado Gobernador del Distrito Federal el 17 de marzo de 1871, pero días más tarde falleció en su ciudad natal y dejó inconcluso su mandato, por lo que se designó a Alfredo Chavero como gobernador. Fue enterrado en el Panteón de San Fernando, sin embargo sus restos fueron trasladados a la ciudad de Puebla, ciudad donde actualmente se encuentran.
- Datos: Q20994777